# Гувернаторат Далмација
У Риму је 18. маја потписан уговор између Мусолинија и Анте Павелића, на основу којег је дошло до разграничења између Италије и Независне Државе Хрватске, Краљевим декретом од 20. маја, који је донесен на основу тог уговора, Италија је анектирала Хрватско приморје, (Далмацију) и Боку Которску, „као интегрални дио Италијанеког Краљевства". Према том декрету, подручја Задра, Сплита и Боке Которске сачињавала су Гувернаторат Далмације са сједиштем у Задру.

## Гувернатори
- Giuseppe Bastianini (7. јун 1941 – 14. фебруар 1943)

|  | Francesco Giunta (14. фебруар 1943 – 19. август 1943) |